# Persectania maori
Persectania maori là một loài bướm đêm trong họ Noctuidae.